# Arsenolamprite
Arsenolamprite é um raro mineral dimorfo de arsénio elementar. Cristaliza no sistema ortorrômbico, tem cor cinza-esbranquiçada, brilho metálico e dureza Mohs 2. Ocorre geralmente em rochas carbonatadas e em veios de calcita. Foi identificado em 1823.